# Maori-Renaissance
Der Terminus Māori-Renaissance bezeichnet die bemerkenswerte Entwicklung der Künste der Māori  seit den 1970er Jahren. Obwohl die Māori-Renaissance sich hauptsächlich auf die Künste und die Literatur bezieht, kann sie nicht unabhängig von ihrem politischen und historischen Kontext gesehen werden.
Mit der Wirtschaftskrise der 1970er-Jahre und dem weltweiten Ansteigen der Ölpreise war Neuseeland zu radikalen Umstrukturierungen im Arbeitsbereich gezwungen. Die Konsequenzen dieser Umstrukturierungen belasteten stark die Arbeiterklasse Neuseelands. Die Māori, die am stärksten unter den sozialen Konsequenzen zu leiden hatten, nutzten diesen Missstand, um mit starker Bestimmtheit auf ihre Probleme aufmerksam zu machen. Es kam zu Protestmärschen und Landbesetzungen.
Die zwei hauptsächlichen Punkte der Māori-Renaissance waren das Land und die Sprache. Die Māori forderten Land zurück, das ihnen im Zuge der Kolonisierung weggenommen worden war, und sie forderten, dass Māori als zweite offizielle Sprache Neuseelands anerkannt werden würde, was 1987 mit dem Māori Language Act verwirklicht wurde.